# Cantonul Saint-Sever
Cantonul Saint-Sever este un canton din arondismentul Mont-de-Marsan, departamentul Landes, regiunea Aquitania, Franța.

## Comune
| Comune        | Populație (1999) | Cod poștal | Cod INSEE |
| ------------- | ---------------- | ---------- | --------- |
| Audignon      | 337              | 40500      | 40017     |
| Aurice        | 649              | 40500      | 40020     |
| Banos         | 239              | 40500      | 40024     |
| Bas-Mauco     | 302              | 40500      | 40026     |
| Cauna         | 404              | 40500      | 40076     |
| Coudures      | 428              | 40500      | 40086     |
| Dumes         | 255              | 40500      | 40092     |
| Eyres-Moncube | 371              | 40500      | 40098     |
| Fargues       | 307              | 40500      | 40099     |
| Montaut       | 562              | 40500      | 40191     |
| Montgaillard  | 561              | 40500      | 40195     |
| Montsoué      | 565              | 40500      | 40196     |
| Saint-Sever   | 4 685            | 40500      | 40282     |
| Sarraziet     | 195              | 40500      | 40289     |